# Zigzagtijger
De zigzagtijger (Nephrotoma quadrifaria) is een tweevleugelige uit de familie langpootmuggen (Tipulidae). De soort komt voor in Iran en het grootste deel van het Europese continent (met uitzondering van het Iberisch Schiereiland), inclusief Nederland en België.

## Kenmerken
De vleugel heeft een donkere zigzaglijn die loopt van de stigma tot aan de achterrand, met een donkere vleugeltop. Het uiteinde van het achterlijf is donker gekleurd, maar de genitaliën zijn lichter. Bij mannetjes is de bovenkant van het achterlijf geel met een zwarte middenlijn en zwarte zijranden. Bij vrouwtjes is de middenstreep gevormd door brede zwarte driehoeken.

## Ondersoorten
De soort kent de volgende ondersoorten:
- Nephrotoma quadrifaria farsidica (Savchenko, 1957)
- Nephrotoma quadrifaria quadrifaria (Meigen, 1804)